# Lawe Hakhum
Lawe Hakhum is een bestuurslaag in het regentschap Aceh Tenggara van de provincie Atjeh, Indonesië. Lawe Hakhum telt 295 inwoners (volkstelling 2010).